# Неприємності святих
«Неприємності святих» (англ. Trouble the Saints) — історично-фентезійний роман американської письменниці Алаї Дон Джонсон, вперше опуюлікований 2020 року видавництвами Tor Books та Macmillan Publishers.

## Сюжет
В альтернативному Нью-Йорку на початку 1940-х років Філліс ЛеБланк працює на злочинного авторитета Віктора, видаючи себе за білу, оскільки використовує свої «руки святих» — надприродне вміння кидати ножі — щоб убивати людей, які, як повідомляє Віктор, є лиходіями. Коли її хлопець Дев Патіл, який магічним чином здатний передбачати загрози, повідомляє про майбутню небезпеку, вони разом тікають з міста, і їхнє життя стає набагато складнішим.

## Відгуки
«Неприємності святих» отримав Всесвітню премія фентезі за найкращий роман 2021 року.
Kirkus Reviews оцінив роман як «деталізований портрет расизму з усіма його отруйними відтінками», який досліджує «неймовірно важкий, граничний простір бути кольоровою людиною зі світлою шкірою», вихваляючи «музичну прозу» Джонсон та «пристрасні й болісні зображення кохання, виражені в романтиці та дружбі». Publishers Weekly визнав його «складним [і] різноманітним» і «літературною петардою» з «динамічними персонажами» та «зайвим стилем», але назвав сюжет «надмірним».
National Public Radio похвалило Алаю за те, що вона перевершила «класичну нуарну історію про вбивцю, яка відчайдушно хоче покінчити з життям», але розкритикувало її зображення персонажів, які не були ані чорними, ані білими, запитуючи, «наскільки ця частина їхньої особистості ([Другий командир Віктора] Волтер — корінний американець, а Дев — індіанець) для чорно-білих героїв ставилися більше як до демонстрації, ніж до чорношкірих чи білих».
Tor.com спостерігав за рішенням Джонсон відмовитися від «триактної оповідної арки», незважаючи на те, що він мав трьох точок зору (включаючи Тамару, з якою Філліс і Дев зустрічаються пізніше), зазначивши, що «те, що читачі очікують, це суть історії — відносини Філліс не тільки з її мафіозним босом, а й з Девом» фактично вирішується наприкінці першої частини, а решта роману є «все наслідком і опади, що відлунюють відгомоном травми». FIYAH вважав роман «дивовижним багатим поєднанням яскраво небезпечного світу, пронизаного магією в яскравому представленні історичної реальності», з «ліричним текстом» і «персонажами, [які] почуваються справжніми та майже привабливими», і рекомендував його тим, хто шукає «сильно орієнтовану на героїв розповідь, пронизану містикою», але також описав її як «незбалансовану» з точки зору Філліс, Дев і Тамарт «не мають однакового ефекту».